# Salina : les trois exils
Pour les articles homonymes, voir Salina.
Salina : les trois exils est une œuvre de Laurent Gaudé publié en 2003 (Salina, théâtre), chez Actes Sud, puis republié le 1er octobre 2018 (Salina: les trois exils, roman). Il reçoit la même année le Grand prix du roman métis et le prix du roman métis des lecteurs de la ville de Saint-Denis.
Laurent Gaudé décrit ici l’exil élevé au rang de mythe fondateur. Ce chant résonne par la voix du troisième fils de Salina, Malaka, qui relate la vie de sa mère morte.

## Résumé
Salina est une enfant abandonnée, venue avec un cavalier inconnu depuis les confins du désert, recueillie par Mamambala, et élevée par elle au sein du clan Djimba qui ne la verra jamais que comme une étrangère.
Salina est aussi la mère de trois fils : Mumuyé, fruit non désiré du mariage forcé avec Saro, le fils aîné du chef du village ; Koura Kumba, fils colère enfanté en seulement neuf jours ; et Malaka, don réparateur de la femme de Kano, tout à la fois son grand amour perdu et le frère cadet de Saro.
Salina est enfin celle qui a subi trois exils : quitter le royaume de l'enfance et de ses amours enfantins, être bannie du village pour n'avoir pas tenté de secourir son mari agonisant sur le champ de bataille, et chassée des terres Djimba pour être revenue chercher des réponses là où le sang a rempli des fossés impossibles à combler.
C'est au travers des mots de son fils Malaka — qui l'a portée sur ses épaules jusqu'au sommet du mont Tadma — que ce roman conte l'histoire de Salina, une héroïne qui considéra respectivement l'amour et la vengeance comme un dû et comme une raison de vivre.
- Dénouement

Au début, un cavalier arrive dans le village du clan Djimba et y abandonne un nourrisson. Les habitants ne veulent pas de cette petite fille mais ils abandonnent le lendemain l'idée de la faire mourir, car les hyènes même ne le veulent pas, et elle est nommée « Salina » par Mamambala qui l’adopte. 
Des décennies après, Salina adopte Malaka comme fils. Les deux se rendent chez la mère et elle lui dit qu’ils partiront à l’aube vers le mont Tadma, personne ne sait ce qu’il y a après. Salina commence à se mourir et son fils la porte derrière le mont, où elle décède. Malaka l’embaume durant des jours avec minutie, il l’emmène jusqu’à une ville, personne ne se soucie de lui. 
Il parle au premier homme qui lui prête attention. Ce vieil homme attendait depuis deux ans pour le mener par bateau jusque là où sa mère reposera peut-être. Il lui indique une île-cimetière destinée aux visiteurs étrangers qui décide de s’ouvrir ou non selon le récit de la vie du défunt. 
Malaka commence son récit par l’arrivée de Salina au village, il enchaîne avec ses noces, puis raconte son viol par son mari, Saro. Un enfant résulte de cela, Mumuyé, elle ne l’aime pas. Plus tard Saro meurt au combat et Salina réclame Kano à leur mère, Khaya, qui devrait accepter en vertu de règles ancestrales. Mais un ermite la dénonce en rapportant le fait qu’elle a laissé mourir Saro, qu'elle est allée sur le champ de bataille au lieu d'attendre au village et qu'elle a parlé à son époux en le regardant agoniser, on la bannit donc. 
Neuf jours après elle a un fils seule, Koura Kumba, il tue Sissoko chef du village et père de Saro et lui vole sa colonne vertébrale afin qu’il ne trouve jamais le repos éternel. Koura se bat des jours contre Mumuyé et le tue, ils se réconcilient juste avant sa mort. Le vainqueur meurt volontairement après avoir enterré son frère, il demande à sa mère de le tuer. 
Salina erre seule dans le désert jusqu’à ce qu’elle apprenne que Kano a eu un fils et a refait sa vie. Elle le rejoint mais il l’exile pour la troisième fois, sa nouvelle femme, Alika, fille du chef des ennemis du clan Djimba, Sal'Elmaya, suit Salina hors des frontières et lui donne son fils en échange de la dernière vertèbre de Sissoko, c’est Malaka. 
Après la fin du récit de la vie de Salina, le cimetière « répond » en ouvrant ses portes et Darzagar accompagne la défunte jusqu’au bout de son périple.

## Éditions
- Actes Sud, 2018